# Shōhei Abe
Shōhei Abe (japanisch 阿部 翔平 Abe Shōhei; * 1. Dezember 1983 in der Präfektur Chiba) ist ein japanischer Fußballspieler.

## Karriere
Abe erlernte das Fußballspielen in der Schulmannschaft der Funabashi High School und der Universitätsmannschaft der Universität Tsukuba. Seinen ersten Vertrag unterschrieb er 2006 bei Nagoya Grampus. Der Verein spielte in der höchsten Liga des Landes, der J1 League. Mit dem Verein wurde er 2010 japanischer Meister. Für den Verein absolvierte er 226 Erstligaspiele. 2014 wechselte er zum Ligakonkurrenten Ventforet Kofu. Für den Verein absolvierte er 67 Erstligaspiele. 2016 wechselte er zum Zweitligisten JEF United Chiba. Für JEF absolvierte er 33 Ligaspiele. Im März 2017 kehrte er zu Ventforet Kofu zurück. Am Ende der Saison 2017 stieg der Verein in die J2 League ab. Für den Verein absolvierte er 29 Ligaspiele.

## Erfolge
Nagoya Grampus
- J1 League

Meister: 2010
Vizemeister: 2011
- Kaiserpokal

Finalist: 2009
- Japanischer Supercup: 2011